# Oscar Holter
Oscar Thomas Holter (nascido a 26 de outubro de 1986) é um compositor e produtor musical sueco baseado nos EUA.